# Henry Tandey
Henry Tandey (Leamington, Warwickshire, 30 de agosto de 1891 - Coventry, West Midlands, 20 de diciembre de 1977) fue un soldado británico condecorado con la Cruz Victoria que luchó en la Primera Guerra Mundial. Al final de la Primera Guerra Mundial, Tandey se convirtió en el soldado raso en recibir las más altas condecoraciones británicas, entre ellas la ya citada Cruz Victoria, la Medalla de Conducta Distinguida y la Medalla Militar, entre otras.

## Biografía
Nacido en el seno de la familia Tandy, se cambió su apellido a Tandey después de unos problemas con su padre, pues este lo abandonó en un orfanato cuando Henry tenía tan solo seis años. Durante su juventud estuvo trabajando como asistente de caldera en un hotel, antes de enrolarse en el Regimiento Green Howards el 12 de agosto de 1910. Fue destinado a Guernsey y a Sudáfrica antes de combatir en la Primera Guerra Mundial.
En la Primera Guerra Mundial, Tandey participó en la primera batalla de Ypres y fue herido el 24 de octubre de 1916 en la batalla del Somme. Tras pasar varios meses en el hospital de campaña, terminó uniéndose al Noveno Batallón Británico, regresando a Ypres para tomar parte en la Batalla de Passchendaele, en la cual volvió a ser hospitalizado por una herida de bala el 27 de noviembre de 1917. 
Tandey volvió al campo de batalla el 27 de julio de 1918, pasando a ser miembro del Tercer Batallón que defendió Cambrai durante la Ofensiva de los Cien Días. Quedándose al mando de un regimiento militar británico asentado al oeste del Canal du Nord, fue junto con otros dos hombres por tierra de nadie y tomaron una trinchera alemana, capturando a cerca de veinte soldados germanos. Esa acción le valió la Medalla de Conducta Distinguida, la cual recibió el 5 de diciembre del mismo año. También fue condecorado con la Medalla Militar el 13 de marzo de 1919 después de rescatar a muchos compañeros heridos en las proximidades de Havrincourt y haber capturado una trinchera alemana.
Su valía en el campo de batalla hizo que recibiese la Cruz Victoria, la más alta condecoración jamás recibida por un soldado raso. Durante la batalla librada en la localidad de Marcoing, Tandey llegó a ser herido hasta en tres ocasiones, pero consiguió destruir una sección alemana custodiada por una ametralladora y evitar ser capturado por los alemanes defendiéndose tan solo con una bayoneta. Finalmente tuvo que ser hospitalizado el 4 de octubre de 1918.

## Supuesto incidente con Hitler
Un incidente, cuya veracidad no ha sido confirmada, se atribuye a Tandey en relación con Adolf Hitler. El suceso habría tenido lugar en el pueblo francés de Marcoing, el 28 de septiembre de 1918. Tandey servía en el Quinto Regimiento, Duque de Wellington. Aquel día, según el relato, tuvo en la mira a un soldado alemán, herido y cansado; a tal punto que no intentó huir del rifle que lo apuntaba. Tandey decidió no disparar, el soldado enemigo se percató de que bajaba su arma y asintió con la cabeza mientras se alejaba. Este soldado sería Adolf Hitler.
El biógrafo de Tandey, David Johnson, sostiene que este relato es una leyenda urbana.
Hitler aparentemente vio un informe de un periódico sobre la adjudicación de la Cruz de la Victoria a Tandey (en octubre de 1918), lo reconoció y recortó el artículo. Años después, en 1937, Hitler supo de un cuadro realizado por Fortunino Matania mostrando a un soldado, supuestamente Tandey, quien cargaba a un soldado herido en el cruce de Kruiseke, al noroeste de Menen. La pintura se basaba en un boceto, proporcionado por el regimiento, basado en un evento real. El Dr. Otto Schwend, un miembro del equipo de Hitler le informó del cuadro del cual poseía una copia que le hizo llegar como obsequio, la cual fue del agrado del Führer. Aparentemente, porque no hay un documento que lo testimonie, Hitler identificó al soldado que llevaba al hombre herido como Tandey por la foto del mencionado recorte de periódico.

En 1938, cuando Neville Chamberlain visitó a Hitler en su retiro alpino de Berghof durante las conversaciones que terminaron en el Acuerdo de Múnich, notó la pintura y le preguntó por ella. Hitler habría respondido: 
 Ese hombre estuvo tan cerca de matarme que pensé que nunca volvería a Alemania; La Providencia me salvó de un disparo tan diabólicamente preciso como eran los de esos chicos ingleses.
Según la narración, Hitler solicitó a Chamberlain que expresara sus mejores deseos y gratitud a Tandey, lo que este prometió y cumplió a su regreso a Gran Bretaña. No hay ninguna mención de este hecho, o de Tandey, en los documentos y diarios de Chamberlain. El relato va más lejos, señala que Chamberlain llamó a Tandey y que un niño de nueve años llamado William Whateley, pariente de Edith, la esposa de Tandey, atendió el teléfono.  Sin embargo, Tandey en ese momento vivía en 22 Cope Street, Coventry, y trabajaba para una fábrica de automóviles, en cuyos registros constan solamente tres líneas telefónicas, ninguna de las cuales correspondía con la dirección de Tandey, tampoco los registros de la compañía telefónica muestran un teléfono en esa dirección en el año 1938.
La investigación histórica arroja serias dudas sobre si alguna vez ocurrió el mencionado incidente. Se sabe que Hitler estuvo de licencia desde el 10 de septiembre de 1918 la cual duró dieciocho días; es decir que se encontraba en Alemania en la fecha presunta de los hechos. También se sabe que el 17 de septiembre de 1918, la unidad en la cual revistaba Hitler había sido desplazada a unos 80 km de la posición de Tandey. El propio Tandey no estuvo nunca seguro del hecho, y la primera noticia parece haberle llegado en un encuentro con camaradas, quienes le contaron la historia de la pintura y la respuesta del Canciller de Alemania a Chamberlain; Tandey reconoció que había perdonado la vida a soldados heridos, pero carecía de otros datos para saber de quien se trataba. En la edición de agosto de 1939 del Coventry Herald declaró: "Según ellos, he conocido a Adolf Hitler. Tal vez tengan razón, pero no puedo recordarlo". Un año más tarde, sin embargo, pareció estar más seguro, cuando un periodista se le acercó en la puerta de su casa bombardeada: "Si tan solo hubiera sabido lo que resultaría ser", dijo según la cita de la prensa.
Es posible que con su gran sentido del drama y la propaganda, Hitler hubiera creado la historia al ver la pintura y luego se la hubiera narrado a Chamberlain como un testimonio de su respeto y amistad con los británicos.

## Muerte
Tandey falleció el 20 de diciembre de 1977 en Coventry, West Midlands, a la edad de 86 años. Fue enterrado en Masnieres British Cejmentery de Marcoing, en Francia.

## Condecoraciones
- Medalla de Conducta Distinguida - 5 de diciembre de 1918
- Victoria Cross - 14 de diciembre de 1918
- Medalla Militar - 13 de marzo de 1919
- Mentioned in dispatches (5)